# Eduard Lais
Eduard Lais (* 29. Mai 1893 in Präg; † 12. Dezember 1974 in Freiburg im Breisgau) war ein deutscher Volkswirt und Politiker (BCSV, CDU).

## Leben
Eduard Lais wurde am 29. Mai 1893 als Sohn des Landwirtes Kornel Lais in Präg bei Todtnau geboren. Nach dem Besuch der dortigen Volksschule und der Bürgerschule in Schönau im Schwarzwald bestand er 1914 das Abitur am Friedrich-Gymnasium in Freiburg. Er leistete im Anschluss Militärdienst und nahm von 1915 bis 1918 als Soldat am Ersten Weltkrieg teil. Für seine Verdienste wurde er mit dem Eisernen Kreuz II. Klasse ausgezeichnet. 1919 nahm er Studium der Volkswirtschaftslehre und Theologie an der Albert-Ludwigs-Universität Freiburg auf, das er 1922 abschloss. 1923 promovierte er bei Professor Paul Mombert zum Dr. rer. pol. (Dissertation: Die Bevölkerung des Kirchspiels Schönau und ihre Wirtschaft im 17. und 18. Jahrhundert).
Lais arbeitete nach seinem Studium kurzzeitig in der Privatwirtschaft. Er war seit 1923 als wissenschaftlicher Mitarbeiter bei der Handelskammer in Schopfheim tätig und wirkte von 1929 bis 1933 als deren stellvertretender Syndikus. 1927 trat er in die Zentrumspartei ein. Nach der Machtübernahme der Nationalsozialisten wurde er 1934 aus politischen Gründen zur Handelskammer in Konstanz versetzt. Danach arbeitete er bis 1935 für die Handelskammer in Karlsruhe, seit November 1934 als Syndikus. Von 1935 bis 1945 war er für die Handelskammer in Freiburg tätig, wo er der katholischen Studentenverbindung Unitas Freiburg beitrat, und seit April 1937 fungierte er als deren stellvertretender Geschäftsführer mit der Zuständigkeit für die Versorgung der Industrie mit Rohstoffen.
Nach dem Zweiten Weltkrieg wirkte Lais von Mai 1945 bis 1948 als Geschäftsführer der Industrie- und Handelskammer in Lahr. Er war im Dezember 1945 Gründungsmitglied der Badischen Christlich-Sozialen Volkspartei (BCSV), aus der 1947 der Landesverband der CDU Südbaden hervorging. Von November 1946 bis Mai 1947 war er für den Landkreis Lahr Mitglied der Beratenden Landesversammlung des Landes Baden.
Lais amtierte vom 4. Februar 1948 bis zum 25. April 1952 (Auflösung des Ministeriums am 17. Mai 1952) als Minister für Wirtschaft und Arbeit in der von Staatspräsident Leo Wohleb geführten Regierung des Landes Baden. Während seiner Amtszeit setzte er sich gegen die französischen Demontageinteressen ein, förderte den Wiederaufbau und vollzog den Wandel zur sozialen Marktwirtschaft.
Nach der Bildung des Südweststaates, die Lais ablehnte, war er von 1952 bis 1956 Mitglied der Verfassunggebenden Landesversammlung (1952–1953) sowie Abgeordneter des Landtages von Baden-Württemberg (1953–1956) und dort stellvertretender Vorsitzender des Wirtschafts- und Verkehrsausschusses. Eine neuerliche Diskussion der Christdemokraten um die Beibehaltung des Südweststaates führte 1970, nachdem diese von den Delegierten des Parteitages beschlossen wurde, zu Lais Austritt aus der CDU.
Lais arbeitete seit 1952 für die Industrie- und Handelskammer Freiburg. Nach seinem Eintritt in den Ruhestand betrieb er eine Buchbinderei, die den Schwarzwald-Kalender verlegte. Am 12. Dezember 1974 starb er in Freiburg im Breisgau.
Eduard Lais war in erster Ehe verheiratet und hatte ein Kind, das früh verstarb. Seine Ehefrau starb im September 1924 ebenfalls. Im Oktober 1925 heiratete er in zweiter Ehe Luise Rosa Okle. Aus dieser Verbindung gingen drei Töchter hervor.